# Andrej Kocijan
Andrej Kocijan, slovenski zdravnik, * 1931, † marec 2024.

## Odlikovanja in nagrade
Leta 1996 je prejel častni znak svobode Republike Slovenije z naslednjo utemeljitvijo: »za dolgoletne zasluge in osebni prispevek pri uspešnem delovanju slovenskih društev za boj proti raku«.